# A whole lot of nothing
A whole lot of nothing es el cuarto álbum de estudio de la banda sueca Clawfinger. Está compuesto por 13 canciones en su versión normal, más dos canciones adicionales en la versión especial.

## Lista de canciones del álbum
1. "Two Steps Away" – 3:40
2. "Out To Get Me" – 3:43
3. "Nothing Going On" – 3:20
4. "Are You Man Enough?" – 3:35
5. "Confrontation" – 3:33
6. "Evolution" – 4:17
7. "Don't Look At Me" – 3:32
8. "Simon Says" – 4:01
9. "Burn In Hell" – 3:23
10. "I Close My Eyes" – 3:09
11. "Paradise" – 3:39
12. "Revenge" – 4:02
13. "Vienna" – 4:14
14. "Manic Depression" – 3:18 (Bonus Track)
15. "Fake A Friend" – 3:46 (Bonus Track)

## Sencillos del álbum
- Out to get me
- Nothing going on
- Out to get me (Limited edition 1)
- Out to get me (Limited edition 2)

- Datos: Q5222233